# Clovis et Clotilde
Clovis et Clotilde és una cantata composta el 1857 per Georges Bizet, gràcies a la qual va guanyar el Premi de Roma.
També va escriure un Te Deum mentre era a Roma el 1858. Ambdues obres mostren una notable seguretat per a un compositor tan jove. Un talent precoç, que ja havia escrit la seva popular Simfonia en do quan tenia 17 anys. La cantata, igual que la gran majoria dels guanyadors del premi de Roma d'aquell moment premodern, va ser escrita per a complir amb un conjunt rígid d'expectatives de procediment que poques vegades es deslliga dels esforços més creatius del compositor.